# 枝窪歩夢
枝窪 歩夢（えだくぼ あゆみ）は、国民生活センター職員。専門は日本における裁判外紛争解決手続など。放送大学教養学部ゲスト・スピーカーなどを歴任。会社員の夫と2人暮らし。趣味はフルート。

## 来歴
熊本大学法学部卒業。横浜国立大学大学院で国際社会科学を学んだ。その後、国民生活センター入り。相談部、情報分析部、相談情報部、課長補佐を歴任。裁判外紛争解決手続に関連して国民生活センターADR機関設立準備室に所属した。消費者保護行政に関しても活動しており、2012年、JICAベトナム事務所の消費者保護行政能力強化プロジェクトに短期専門家として参画、放送大学教養学部の開講科目「民法」（円谷峻）でゲスト・スピーカーを務めた。明治学院大学法学部では安藤健介とともに消費者法演習を担当している。

## テレビの出演経験
- 安心!くらし情報（テレビ東京）
- NHKニュース（日本放送協会）
- NHKジャーナル（NHKラジオ第一）

## 主な著書・論文
- 「仲裁・ADRフォーラム4」（信山社、共著）
- 「国民生活センター紛争解決委員会によるADRの概要と実施状況」（法律時報、2013年4月号）
- 「相談窓口にみる個人情報保護法の現状と課題」（国民生活、2006年4月号）
- 「グローバル化する消費者問題に対する国際連携とその動向」（名古屋経済大学消費者問題研究所報第34号）
- 「国民生活センター紛争解決委員会の実施するADRについて」（消費者情報、2009年7月号）
- 「スタートした国民生活センターのADR」（ビジネスロージャーナル）
- 「個人情報保護法の展望--個人情報の利用と保護の循環をめざして」（国民生活研究）
- 「偽造カードの不正使用による消費者トラブルの実態と問題点」（月刊消費者信用、2006年12月号）